# Halikarnas
Halikarnas (antgrč.  ili , tur. Halikarnas, današnji Bodrum) bio je antički grčki grad u Maloj Aziji, i glavni grad Karije. 
Halikarnas je bio grčka kolonija (Dorana iz Trezene na Peloponezu) u ondašnjoj Kariji, delu današnje jugoistočne Anatolije, u pitoresknom zalivu Gekova (ili Kos). Halikarnas je bio mesto istorijske bitke između Aleksandra Velikog i Persijskog carstva. Halikarnas je i mesto gdje je Mauzol podigao svoju grobnicu jedno od Sedam svetskih čuda.
Halikarnas se istorijski nalazio na malom ostrvcetu Zefiria, danas se on gotovo ne vidi od velike tvrđave Svetog Petra, koju su podigli Vitezovi sa Rodosa 1404. godine.

## Poznati građani iz Halikarnasa
- Artemizija I. (480. pr. Hr.) vladarica Halikarnasa, koja je učestvovala u bici kod Salamine
- Herodot (oko 484. - oko 425. pr. Hr.) grčki istoričar
- Dionis (1. vek pr. Hr.) grčki istoričar i učitelj retorike
- Aelius Dionis (2. vek pr. Hr.) grčki retoričar i pesnik

## Spoljašnje veze
- O Halikarnasu od Jona Lenderinga Архивирано на веб-сајту  (20. октобар 2006)
- Rekonstrukcija Mauzoleja